# Форнхольц
Форнхольц (нем. Vornholz) — коммуна в Австрии, в федеральной земле Штирия. 
Входит в состав округа Хартберг.  Население составляет 767 человек (на 31 декабря 2005 года). Занимает площадь 18,78 км². Официальный код  —  6 07 46.

## Политическая ситуация
Бургомистр коммуны — Йозеф Глац (АНП) по результатам выборов 2005 года.
Совет представителей коммуны (нем. Gemeinderat) состоит из 9 мест.
- АНП занимает 6 мест.
- СДПА занимает 3 места.